# Nagyiván, Jász-Nagykun-Szolnok
Nagyiván  este un sat în districtul Tiszafüred, județul Jász-Nagykun-Szolnok, Ungaria, având o populație de 1.240 de locuitori (2011). 

## Demografie
Componența etnică a satului Nagyiván
     Maghiari (88,07%)
     Romi (11,69%)
     Germani (0,24%)
Componența confesională a satului Nagyiván
     Romano-catolici (62,58%)
     Fără religie (12,98%)
     Reformați (4,68%)
     Necunoscută (18,95%)
     Alte religii (3,39%)
Conform recensământului din 2011, satul Nagyiván avea 1.240 de locuitori. Din punct de vedere etnic, majoritatea locuitorilor (88,07%) erau maghiari, cu o minoritate de romi (11,69%).  Din punct de vedere confesional, majoritatea locuitorilor (62,58%) erau romano-catolici, existând și minorități de persoane fără religie (12,98%) și reformați (4,68%). Pentru 18,95% din locuitori nu este cunoscută apartenența confesională.